# Elif Ağca
Nedime Elif Ağca Yarar (Ankara, 10 febbraio 1984) è una pallavolista turca.
Gioca nel ruolo di palleggiatrice nel Fenerbahçe Spor Kulübü.

## Carriera
La carriera di Elif Ağca Yarar inizia nel 2001 tra le file del VakıfBank Güneş Sigorta Spor Kulübü. Nella stagione 2003-04 riesce a vincere Campionato turco e Top Teams Cup. Nella stagione successiva trionfa ancora in campionato. Nell'estate del 2005 partecipa ai Giochi del Mediterraneo di Almeria, dove vince la medaglia d'oro.
Nella stagione 2007-08 interrompe la lunga militanza nel VakıfBank Güneş Sigorta Spor Kulübü, si reca in Francia per giocare nel RC Cannes. Durante l'esperienza francese vince Campionato e Coppa di Francia.
Nella stagione 2008-09 ritorna in Turchia per giocare nuovamente nel VakıfBank Güneş Sigorta Spor Kulübü. Questa volta resterà legata al club per una sola stagione, infatti dalla stagione 2009-10 è una giocatrice del Galatasaray Spor Kulübü.
Nella stagione 2010-11 viene ingaggiata dal Eczacıbaşı Spor Kulübü, con il quale vince un campionato, due Coppe di Turchia e una Supercoppa turca.
Nella stagione 2012-13 si trasferisce al Fenerbahçe Spor Kulübü, con cui vince la Coppa CEV 2013-14, la Coppa di Turchia 2014-2015 e lo scudetto 2014-15.

## Palmarès

### Club
- Campionato turco: 4

2003-04, 2004-05, 2011-12, 2014-15
- Campionato francese: 1

2007-08
- Coppa di Francia: 1

2007-08
- Coppa di Turchia: 3

2010-11, 2011-12, 2014-15
- Supercoppa turca: 1

2011
- Top Teams Cup/Coppa CEV: 2

2003-04, 2013-14

### Nazionale (competizioni minori)
- Giochi del Mediterraneo 2005

### Premi individuali
- 2012 - Voleybol 1. Ligi: Miglior palleggiatrice
- 2012 - Coppa del Mondo per club: Miglior palleggiatrice